# NHL Entry Draft 2010

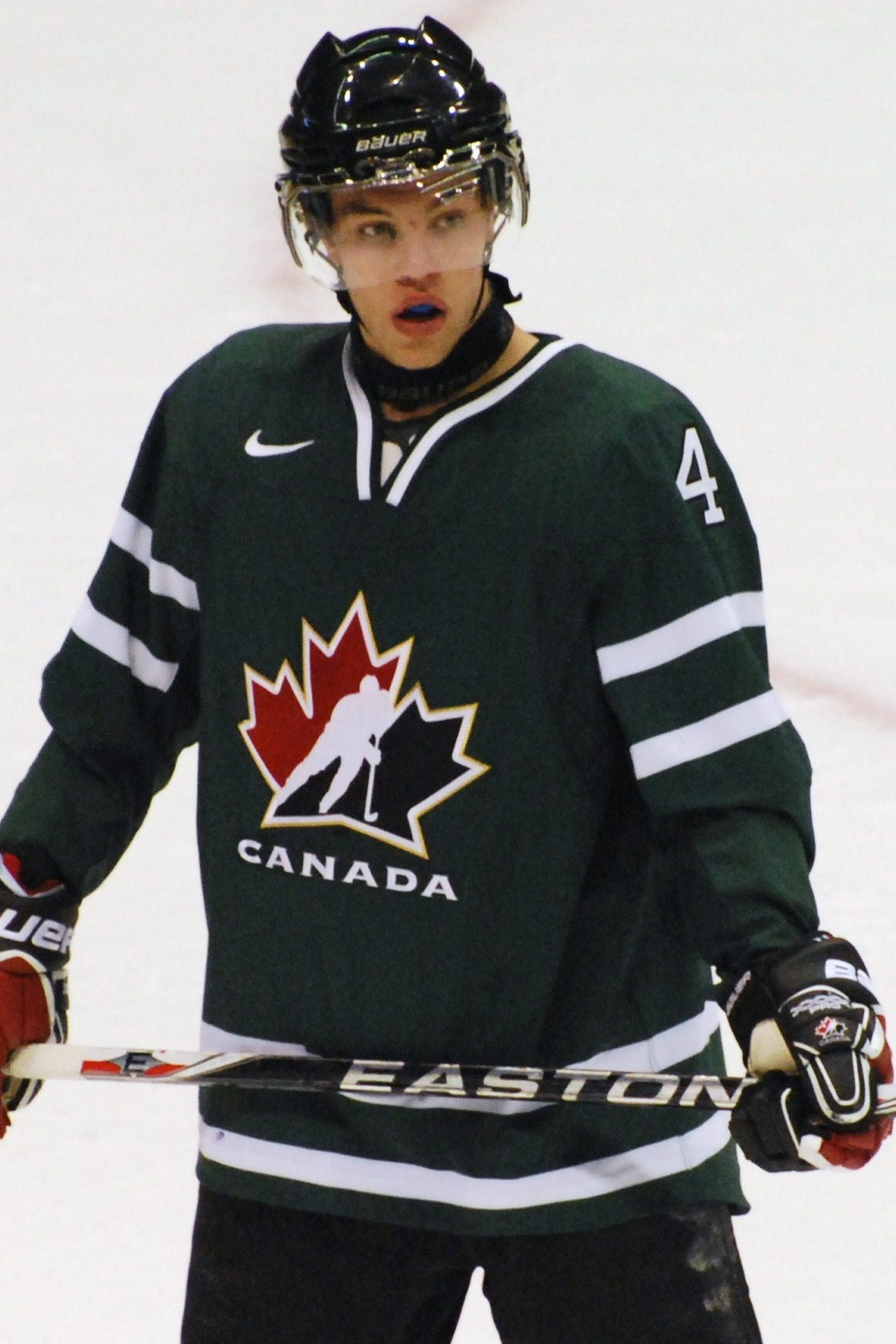
Taylor Hall został wybrany jako pierwszy w drafcie 2010.

NHL Entry Draft 2010 – 48. draft w historii. Odbył się w dniach 25–26 czerwca w Staples Center w Los Angeles. Drużyny z NHL mogli wybrać zawodników, którzy najpóźniej urodzili się w 1992 roku. Edmonton Oilers, którzy zakończyli poprzedni sezon na ostatnim miejscu jako pierwsi wybrali zawodnika do swojego zespołu.
Łącznie wybrano 211 zawodników w 7 rundach. Z pierwszym numerem wydraftowany został występujący na pozycji lewoskrzydłowego - Kanadyjczyk Taylor Hall. Również kolejne miejsca w drafcie przypadły Kanadyjczykom. Jako drugi wybrany został center Tyler Seguin, który przeszedł do Boston Bruins. Trzecim zawodnikiem draftu był obrońca Erik Gudbranson, który przeszedł do Florida Panthers.

## Ranking skautów
Według scoutów największe szanse na pierwszy numer w drafcie miał Tyler Seguin wśród hokeistów z Ameryki Północnej, zaś z Europy Mikael Granlund. Wśród bramkarzy wymieniano najczęściej Calvin Pickarda z zawodników amerykańskich oraz Sami Aittokallio z bramkarzy europejskich.

### Zawodnicy z pola
| Ranking | Hokeiści amerykańscy | Hokeiści europejscy      |
| ------- | -------------------- | ------------------------ |
| 1       | Tyler Seguin (C)     | Mikael Granlund (C, W)   |
| 2       | Taylor Hall (LW)     | Władimir Tarasienko (RW) |
| 3       | Brett Connolly (RW)  | Jewgienij Kuzniecow (C)  |
| 4       | Erik Gudbranson (D)  | Calle Järnkrok (C)       |
| 5       | Cam Fowler (D)       | Ludvig Rensfeldt (LW)    |
| 6       | Brandon Gormley (D)  | Maksim Kicyn (LW)        |
| 7       | Mark Pysyk (D)       | Oscar Lindberg (C)       |
| 8       | Emerson Etem (RW)    | Tom Kühnhackl (RW)       |
| 9       | Derek Forbort (D)    | Adam Pettersson (C)      |
| 10      | Ryan Johansen (C)    | Martin Marincin (D)      |

### Bramkarze
| Lp. | Bramkarze amerykańscy | Bramkarze europejscy       |
| --- | --------------------- | -------------------------- |
| 1   | Calvin Pickard        | Sami Aittokallio           |
| 2   | Jack Campbell         | Fredrik Pettersson-Wentzel |
| 3   | Kent Simpson          | Benjamin Conz              |

## Draft 2010

### Runda 1
| #  | Zawodnik                 | Drużyna NHL                                    | Klub macierzysty                     |
| -- | ------------------------ | ---------------------------------------------- | ------------------------------------ |
| 1  | Taylor Hall (LW)         | Edmonton Oilers                                | Windsor Spitfires (OHL)              |
| 2  | Tyler Seguin (C)         | Boston Bruins (z Toronto)1                     | Plymouth Whalers (OHL)               |
| 3  | Erik Gudbranson (D)      | Florida Panthers                               | Kingston Frontenacs (OHL)            |
| 4  | Ryan Johansen (C)        | Columbus Blue Jackets                          | Portland Winterhawks (WHL)           |
| 5  | Nino Niederreiter (LW)   | New York Islanders                             | Portland Winterhawks (WHL)           |
| 6  | Brett Connolly (RW)      | Tampa Bay Lightning                            | Prince George Cougars (WHL)          |
| 7  | Jeff Skinner (C)         | Carolina Hurricanes                            | Kitchener Rangers (OHL)              |
| 8  | Aleksandr Burmistrow (C) | Atlanta Thrashers                              | Barrie Colts (OHL)                   |
| 9  | Mikael Granlund (C)      | Minnesota Wild                                 | HIFK Hockey (SM-liiga)               |
| 10 | Dylan McIlrath (D)       | New York Rangers                               | Moose Jaw Warriors (WHL)             |
| 11 | Jack Campbell (G)        | Dallas Stars                                   | U.S. National U-18 Team (USHL)       |
| 12 | Cam Fowler (D)           | Anaheim Ducks                                  | Windsor Spitfires (OHL)              |
| 13 | Brandon Gormley (D)      | Phoenix Coyotes (z Calgary)2                   | Moncton Wildcats (QMJHL)             |
| 14 | Jaden Schwartz (C)       | St. Louis Blues                                | Tri-City Storm (USHL)                |
| 15 | Derek Forbort (D)        | Los Angeles Kings (z Boston via Florida)3      | U.S. National U-18 Team (USHL)       |
| 16 | Władimir Tarasienko (C)  | St. Louis Blues (z Ottawa)4                    | Sibir Nowosybirsk (KHL)              |
| 17 | Joey Hishon (C)          | Colorado Avalanche                             | Owen Sound Attack (OHL)              |
| 18 | Austin Watson (RW)       | Nashville Predators                            | Peterborough Petes (OHL)             |
| 19 | Nick Bjugstad (C)        | Florida Panthers (z Los Angeles)5              | Blaine High School (USHS-MN)         |
| 20 | Beau Bennett (RW)        | Pittsburgh Penguins                            | Penticton Vees (BCHL)                |
| 21 | Riley Sheahan (C)        | Detroit Red Wings                              | University of Notre Dame (CCHA)      |
| 22 | Jarred Tinordi (D)       | Montreal Canadiens (z Phoenix)6                | U.S. National U-18 Team (USHL)       |
| 23 | Mark Pysyk (D)           | Buffalo Sabres                                 | Edmonton Oil Kings (WHL)             |
| 24 | Kevin Hayes (RW)         | Chicago Blackhawks (z New Jersey via Atlanta)7 | Noble and Greenough School (USHS-MA) |
| 25 | Quinton Howden (LW)      | Florida Panthers (z Vancouver)8                | Moose Jaw Warriors (WHL)             |
| 26 | Jewgienij Kuzniecow (C)  | Washington Capitals                            | Traktor Czelabińsk (KHL)             |
| 27 | Mark Visentin (G)        | Phoenix Coyotes (z Montreal)9                  | Niagara Ice Dogs (OHL)               |
| 28 | Charlie Coyle (C/RW)     | San Jose Sharks                                | South Shore Kings (EJHL)             |
| 29 | Emerson Etem (RW)        | Anaheim Ducks (z Philadelphia)10               | Medicine Hat Tigers (WHL)            |
| 30 | Brock Nelson (C)         | New York Islanders (z Chicago Blackhawks)11    | Warroad High School (USHS-MN)        |

#### Adnotacje do rundy 1
1.*Boston Bruins uzyskało miejsce w pierwszej rundzie draftu w wyniku wymiany z dnia 18 września 2009 roku. Rezultatem tej wymiany były przenosiny Phila Kessela do Toronto Maple Leafs w zamian za wybór drużyny z Bostonu w pierwszej rundzie draftów 2010 i 2011.
2.*Phoenix Coyotes uzyskało miejsce w pierwszej rundzie draftu w wyniku wymiany z dnia 4 marca 2009 roku. Rezultatem tej wymiany były przenosiny Olli Jokinena do Calgary Flames w zamian za wybór drużyny z Phoenix w pierwszej rundzie draftu 2010 oraz zawodników: Matthew Lombardi i Brandona Prusta.
3.* The Boston Bruins' first-round pick went to the Los Angeles Kings as the result of a trade on June 25, 2010 that sent a first-round pick (19th overall) and a second-round pick (59th overall) to the Florida Panthers in exchange for this pick.
Florida previously acquired the pick as the result of a trade on June 22, 2010 that sent Nathan Horton and Gregory Campbell to Boston in exchange for Dennis Wideman, a third-round pick in 2011 and this pick.
4.* The Ottawa Senators' first-round pick went to the St. Louis Blues as the result of a trade on June 25, 2010 that sent David Rundblad to Ottawa in exchange for this pick.
5.* The Los Angeles Kings' first-round pick went to the Florida Panthers as the result of a trade on June 25, 2010 that sent a first-round pick (15th overall) to Los Angeles in exchange for a second-round pick (59th overall) and this pick.
6.* The Phoenix Coyotes' first-round pick went to the Montreal Canadiens as the result of a trade on June 25, 2010 that sent a first-round pick (27th overall) and a second-round pick (57th overall) to Phoenix in exchange for a fourth-round pick (113th overall) and this pick..
7.* The New Jersey Devils' first-round pick went to the Chicago Blackhawks as the result of a trade on June 24, 2010 that sent Dustin Byfuglien, Ben Eager, Brent Sopel and Akim Aliu to the Atlanta Thrashers in exchange for Marty Reasoner, Joseph Crabb, Jeremy Morin, a second-round pick in 2010 and this pick.
Atlanta previously acquired the pick as the result of a trade on February 4, 2010 that sent Ilja Kowalczuk, Anssi Salmela and a second-round pick in 2010 to New Jersey in exchange for Niclas Bergfors, Johnny Oduya, Patrice Cormier, a second-round pick in 2010 and this pick.
8.* The Vancouver Canucks' first-round pick went to the Florida Panthers as the result of a trade on June 25, 2010 that sent Keith Ballard and Victor Oreskovich to Vancouver in exchange for Steve Bernier, Michael Grabner and this pick.
9.* The Montreal Canadiens' first-round pick went to the Phoenix Coyotes as the result of a trade on June 25, 2010 that sent a first-round pick (22nd overall) and a fourth-round pick (113th overall) to Montreal in exchange for a second-round pick (57th overall) and this pick.
10.* The Philadelphia Flyers' first-round pick went to the Anaheim Ducks as the result of a trade on June 26, 2009 that sent Chris Pronger and Ryan Dingle to Philadelphia in exchange for Joffrey Lupul, Luca Sbisa, a first-round pick (#21 overall) in 2009, a conditional third-round pick in either 2010 or 2011 and this pick.
11.* The Chicago Blackhawks' first-round pick went to the New York Islanders as the result of a trade on June 25, 2010 that sent a pair of second round picks (#35 and #58 overall) to Chicago in exchange for this pick.

### Runda 2
| #  | Zawodnik                 | Narodowość        | Drużyna NHL                               | Klub macierzysty                       |
| -- | ------------------------ | ----------------- | ----------------------------------------- | -------------------------------------- |
| 37 | Justin Faulk (D)         | Stany Zjednoczone | Carolina Hurricanes                       | U.S. National U-18 Team                |
| 42 | Devante Smith-Pelly (RW) | Kanada            | Anaheim Ducks                             | Mississauga St. Michael’s Majors (OHL) |
| 46 | Martin Marinčin (D)      | Słowacja          | Edmonton Oilers (z Ottawy przez Carolinę) | HC Koszyce                             |
| 51 | Calle Järnkrok (C)       | Szwecja           | Detroit Red Wings                         | Brynäs                                 |
| 56 | Johan Larsson (C)        | Szwecja           | PMinnesota Wild (z Washington)            | Brynäs J20                             |
| 57 | Oscar Lindberg (C)       | Szwecja           | Phoenix Coyotes                           | Skellefteå                             |
| 59 | Jason Zucker (RW)        | Stany Zjednoczone | Minnesota Wild (za Flyers)                | US NTDP (USHL)                         |

### Runda 3
| #  | Zawodnik             | Narodowość        | Drużyna NHL         | Klub macierzysty   |
| -- | -------------------- | ----------------- | ------------------- | ------------------ |
| 65 | Radko Gudas (D)      | Czechy            | Tampa Bay Lightning | Everett Silvertips |
| 80 | Bryan Rust (RW)      | Stany Zjednoczone | Pittsburgh Penguins | US NTDP (USHL)     |
| 90 | Joakim Nordström (C) | Szwecja           | Chicago Blackhawks  | AIK                |

### Runda 4
| #   | Zawodnik            | Narodowość | Drużyna NHL                    | Klub macierzysty   |
| --- | ------------------- | ---------- | ------------------------------ | ------------------ |
| 99  | Joonas Donskoi (PS) | Finlandia  | Florida Panthers (z Minnesoty) | Kärpät             |
| 101 | Iwan Tielegin (LS)  | Rosja      | Atlanta Thrashers (z Dallas)   | Saginaw Spirit     |
| 104 | Jani Hakanpää (O)   | Finlandia  | St. Louis Blues                | Kiekko-Vantaa      |
| 110 | Tom Kühnhackl (PS)  | Niemcy     | Pittsburgh Penguins            | Landshut Cannibals |

### Runda 6
| #   | Zawodnik             | Narodowość | Drużyna NHL                   | Klub macierzysty              |
| --- | -------------------- | ---------- | ----------------------------- | ----------------------------- |
| 158 | Maksim Kicyn (LS)    | Rosja      | Los Angeles Kings (z Atlanty) | Mietałłurg Nowokuźnieck (KHL) |
| 159 | Johan Gustafsson (B) | Szwecja    | Minnesota Wild                | Färjestad BK                  |
| 171 | Brooks Macek (C)     | Kanada     | Detroit Red Wings             | Tri-City Americans            |

## Zawodnicy draftowani według krajów
| Lp. | Państwo           | Draft | Procent |
|     | Ameryka Północna  | 158   | 75.2%   |
| --- | ----------------- | ----- | ------- |
| 1   | Kanada            | 99    | 47.1%   |
| 2   | Stany Zjednoczone | 59    | 28.1%   |
|     | Europa            | 52    | 24.8%   |
| 3   | Szwecja           | 20    | 9.5%    |
| 4   | Rosja             | 8     | 3.8%    |
| 5   | Finlandia         | 7     | 3.3%    |
| 6   | Czechy            | 5     | 2.4%    |
| 6   | Niemcy            | 5     | 2.4%    |
| 8   | Słowacja          | 2     | 1.0%    |
| 8   | Szwajcaria        | 2     | 1.0%    |
| 10  | Dania             | 1     | 0.5%    |
| 10  | Łotwa             | 1     | 0.5%    |
| 10  | Norwegia          | 1     | 0.5%    |